# Guillermo Vilas
Pour les articles homonymes, voir Vilas.
Guillermo Vilas, né le 17 août 1952 à Buenos Aires, est un joueur de tennis argentin. Il est également poète et auteur de plusieurs recueils.
Professionnel de 1970 à 1992, il a remporté soixante-deux titres en simple messieurs sur le circuit ATP, dont quatre tournois du Grand Chelem et un Masters. Icône du tennis des années 1970, il s'est imposé à Roland-Garros et à l'US Open en 1977, à l'Open d'Australie en 1978 et 1979, ainsi qu'au Masters de fin d'année en 1974. 
Premier joueur argentin de l'histoire à conquérir un tournoi du Grand Chelem, il a également atteint cinq autres finales dans des tournois majeurs, en Australie en 1977, aux Internationaux de France en 1975, 1978 et 1982 et aux World Championship Tennis Finals en 1976. Il compte également à son palmarès seize titres en double messieurs, principalement remportés avec le joueur roumain Ion Țiriac. Avec l'équipe d'Argentine, il remporte la World Team Cup en 1980 et dispute la finale de la Coupe Davis l'année suivante face aux Etats-Unis.
Guillermo Vilas a achevé neuf saisons consécutives dans le top 10 mondial, de 1974 à 1981. Il a atteint son meilleur classement officiel en 1975, à la deuxième place mondiale. Dans les années 2010, une enquête du journaliste argentin Eduardo Puppo a cependant conclu que Vilas avait été mathématiquement no 1 à l'ATP durant plusieurs semaines en 1975, 1976 et 1977, ce qui n'a pas été reconnu officiellement par l'ATP en dépit de plusieurs réclamations du champion argentin. À une époque où des classements plus officieux existaient, Vilas a été désigné par le magazine World Tennis, comme no 1 mondial en 1977, et il a aussi été no 1 du « Grand Prix tennis circuit » organisé par la FIT en 1974, 1975 et 1977.
Joueur polyvalent, avec trois titres majeurs conquis sur gazon et sur moquette, l'Argentin a également établi des records historiques sur terre battue, devenant ainsi l'un des plus grands spécialistes de cette surface. Considéré comme l'un des meilleurs joueurs de son époque, Vilas fait son entrée au International Tennis Hall of Fame en 1991.

## Style
Considéré comme l'inventeur du lift avec Björn Borg, Vilas est notamment célèbre pour son revers lifté. Un grand nombre de ses adversaires redoutaient ses lifts incessants et surpuissants. La qualité de son jeu provenait également de sa capacité à s'entraîner d'une manière intensive. Sa condition physique s'en trouvait décuplée. Vilas disait souvent pouvoir sans difficulté rester sept heures sur un court de tennis. Grand lifteur de fond de court, l'Argentin fut aussi capable d'adapter son jeu à une surface aussi rapide que l'herbe, puisque c'est en systématisant un jeu de service-volée qu'il remporta sur gazon un Masters et deux Open d'Australie. Avec Björn Borg, Jimmy Connors et John McEnroe, il a contribué à l'explosion médiatique du tennis dans les années 1970.

## Carrière

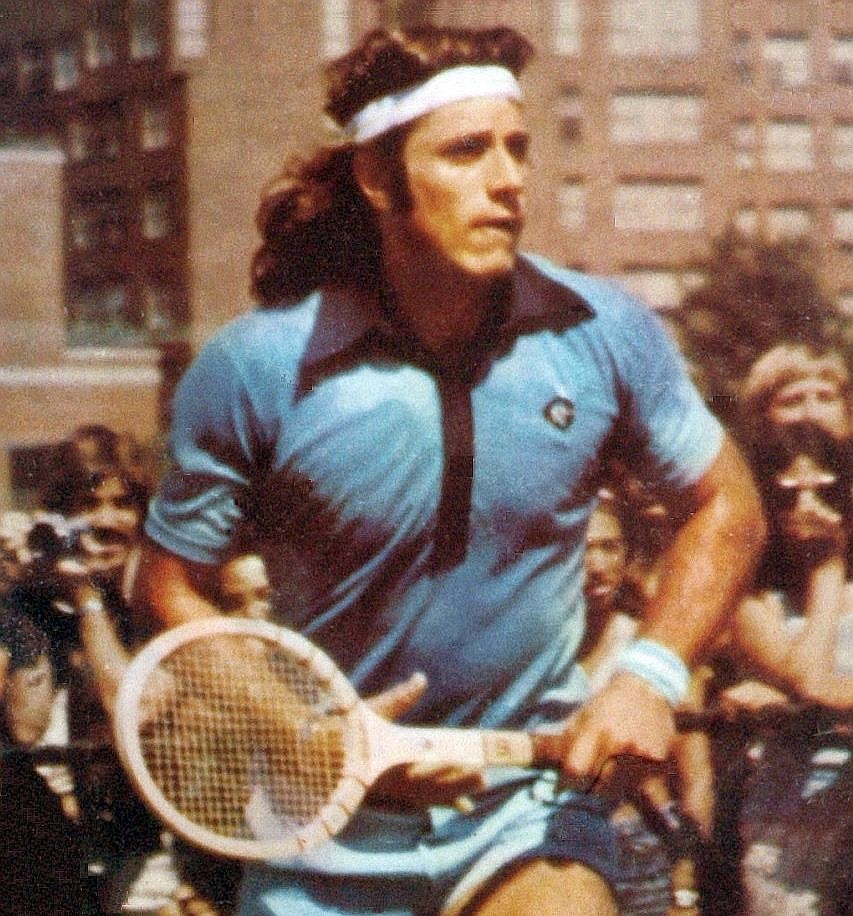
Guillermo Vilas en septembre 1975, à Forrest Hills.

Il passe sur le devant de la scène mondiale en 1974 en remportant à 22 ans sept tournois, dont le Masters de fin d'année au cours duquel il bat en finale le triple tenant du titre Ilie Năstase. En 1975 et 1976 il remporte un grand nombre de tournois, mais échoue souvent aux dernières portes des tournois majeurs : finale aux Internationaux de France en 1975, demi-finale à l'US Open en 1975 et 1976, quart de finale à Wimbledon en 1975 et 1976. Il manque 5 balles de match face à Manuel Orantes, futur vainqueur de l'US Open en 1975. Il demande alors à Ion Țiriac de l'entraîner, avec l'objectif avoué de remporter un titre du Grand Chelem.
Sa grande année fut 1977, l'année de tous les records. Il atteint son meilleur classement ATP, 2e mondial derrière Jimmy Connors. Les observateurs du tennis contredirent d'ailleurs cet étrange classement ATP, qui avait classé Connors no 1 alors que l'Américain n'avait remporté aucun grand titre, et classèrent Vilas numéro 1 mondial. Il remporta cette année-là seize tournois, dont les Internationaux de France (en l'absence de Björn Borg et Jimmy Connors) et surtout l'US Open : victoire en finale contre Jimmy Connors, en présence de tous les meilleurs joueurs du monde. Il atteint également la finale de l'Open d'Australie. Premier Sud-Américain à remporter un tournoi du Grand Chelem, il devient une idole dans toute l'Amérique latine.

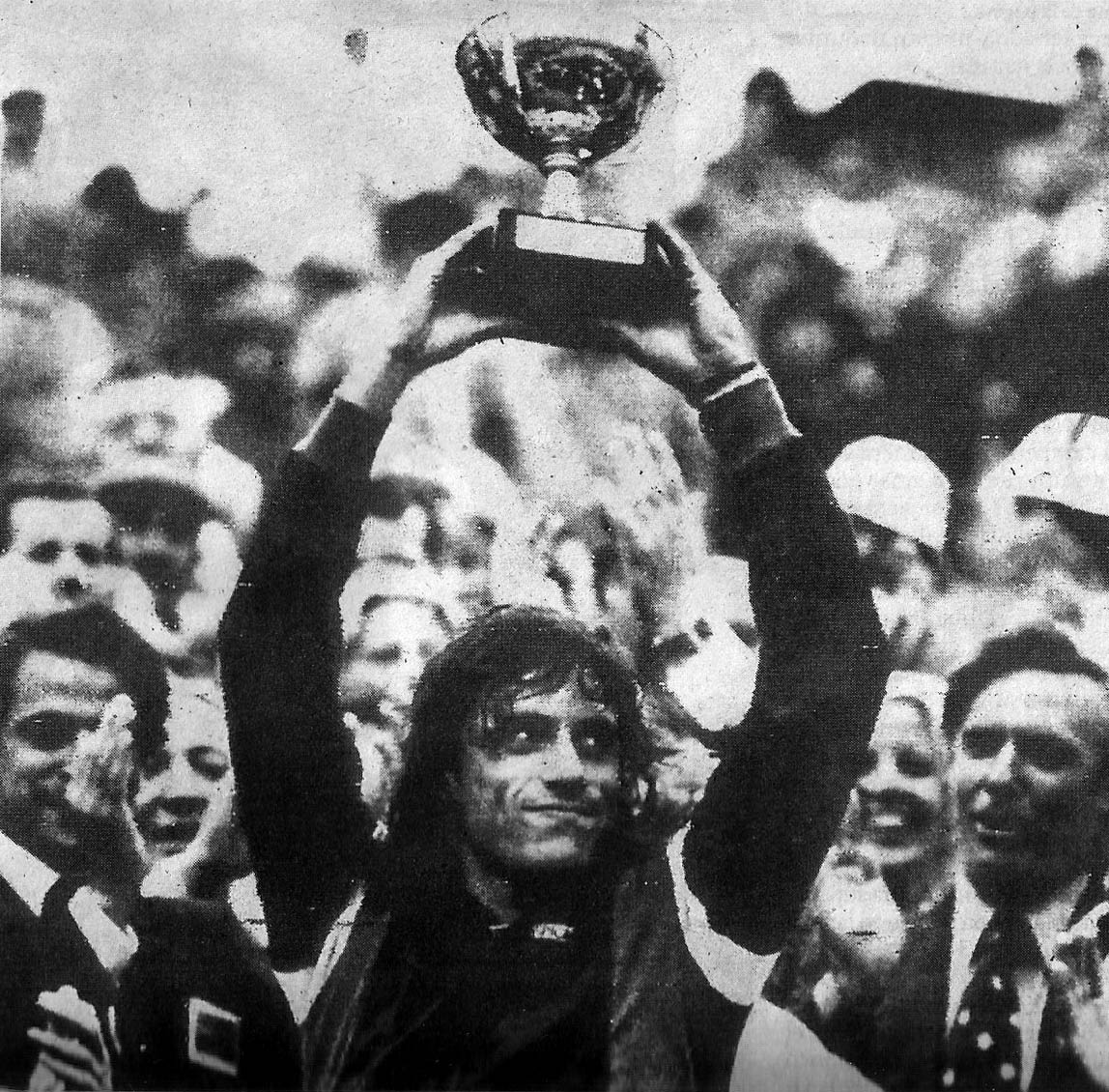
Vilas à Roland-Garros en 1977.

Son palmarès pour l'année 1977 compte 15 tournois et 5 finales ; en Grand Chelem deux titres, une finale et un 3e tour ; 1/2 finale au Masters et en Coupe Davis. En comparaison, Jimmy Connors (1er au classement ATP en fin d'année) compte 7 tournois et 6 finales ; en Grand Chelem 2 finales ; vainqueur au Masters ; comparaison : 2 victoires pour Vilas, finale de l'US Open et en poule du Masters. En comparaison également, Björn Borg en 1977 compte 11 tournois et 1 finale ; en Grand Chelem 1 titre et un 1/8 ; finaliste au Masters ; comparaison : 3 victoires pour Borg : Nice, Monte Carlo et au Masters.
Spécialiste de la terre battue, il aligne 53 victoires d'affilée sur cette surface, record qui ne sera battu que par Rafael Nadal. Il a remporté ensuite deux autres titres du Grand Chelem à l'Open d'Australie, sur gazon, en 1978 et 1979. Cependant, joué pendant les fêtes de fin d'année, ce tournoi est négligé à l'époque par la quasi-totalité des meilleurs joueurs du monde. Mais Vilas y a tout de même battu de bons spécialistes du gazon, comme Chris Lewis (finaliste en 1983 à Wimbledon), Tony Roche (finaliste en 1968 à Wimbledon), Phil Dent (finaliste à l'Open d'Australie 1974), Victor Amaya (qui avait mené 2 sets à 1, 3 jeux à 1 et balle de double break contre Borg à Wimbledon 1978), John Sadri (14e mondial à l'ATP), etc. L'Argentin avait d'ailleurs remporté sa première grande victoire au Masters en 1974, en battant trois joueurs du top 10, grands spécialistes de l'herbe, John Newcombe, Ilie Năstase et Björn Borg. Il fut encore demi-finaliste en Australie en 1980. Il n'a en revanche jamais dépassé les quarts de finale à Wimbledon, sans doute parce qu'il n'y a que quinze jours entre les Internationaux de France et Wimbledon, et qu'il ne pouvait donc s'y préparer comme il préparait l'Open d'Australie. Ses résultats découlent d'un énorme travail de préparation.
En 1980, il remporte le tournoi de Rome, bat Borg lors de la Coupe des Nations, mais échoue aux Internationaux de France, victime de Harold Solomon, mais surtout d'une crise d'appendicite en plein tournoi. Avec José Luis Clerc, il conduit l'Argentine en finale de la Coupe Davis en 1981 : mais face aux États-Unis, sur surface rapide, les Argentins s'inclinent, malgré un match de double prodigieux face aux spécialistes John McEnroe-Peter Fleming (défaite 11-9 au cinquième set). À trente ans, Vilas réussit une superbe année en 1982 en remportant 7 tournois, notamment Monte Carlo et Madrid en dominant Ivan Lendl, et en disputant la finale des Internationaux de France face au jeune prodige suédois Mats Wilander, ainsi qu'une demi-finale à l'US Open.
À la fin de sa carrière en 1992, Guillermo Vilas totalise 62 victoires en tournoi en simple, plus 40 finales.
Il détient encore aujourd'hui le record du nombre de matchs gagnés consécutivement (46, en 1977). En 2011 Djokovic a approché de tout près ce record, puisqu'il en était à 43 victoires consécutives lorsqu'il fut battu par Federer en demi-finale aux Internationaux de France.
Il fut également un grand joueur de Coupe Davis (45 victoires pour 10 défaites).
Il est membre du International Tennis Hall of Fame depuis 1991.
Depuis quelques années, il parcourt l'Argentine afin de déceler de nouveaux talents. C'est ainsi qu'ont été découverts des joueurs comme Guillermo Coria ou encore David Nalbandian.
Il joue toujours abondamment sur le Senior Tour. Il possède un club à Buenos Aires (Vilas Club) et une école créée en 2009 à Palma de Majorque (Vilas tennis academy, avec pour slogan : "We make champions").

## Controverse pour la place deno1du classement ATP
Malgré son palmarès, et notamment son parcours en 1977, Guillermo Vilas n'a jamais été classé par l'ATP comme no 1 mondial en raison du fait que les classements de cette époque prenaient en compte la moyenne des résultats d'un joueur. D'autre part, les classements n'étaient pas hebdomadaires. En 1977, il a été no 2 mondial à la fin de l'année, derrière Jimmy Connors.
En 2014 le journaliste argentin Eduardo Puppo et le mathématicien roumain Marian Ciulpan ont étudié précisément les parcours des joueurs et ont conclu que Vilas aurait dû être classé no 1 pendant cinq semaines en 1975 ainsi que pendant les deux premières semaines de 1976. En mai 2015, l'ATP a décidé de ne pas reconnaître cette première place, estimant que cela produit un biais : si des classements hebdomadaires avaient été publiés à l'époque, les têtes de séries dans les tournois auraient été différentes et les joueurs auraient donc affronté d'autres adversaires. Un documentaire sorti en 2020 sur Netflix revient sur l'enquête d'Eduardo Puppo.

## Parcours dans les tournois duGrand Chelem

### En simple
| Année | Open d'Australie | Open d'Australie | Internationaux de France | Internationaux de France | Wimbledon       | Wimbledon     | US Open         | US Open        | Open d'Australie | Open d'Australie |
| ----- | ---------------- | ---------------- | ------------------------ | ------------------------ | --------------- | ------------- | --------------- | -------------- | ---------------- | ---------------- |
| 1970  | —                | —                | —                        | —                        | 1er tour (1/64) | P. Lall       | —               | —              | n.o.             | n.o.             |
| 1971  | —                | —                | —                        | —                        | —               | —             | —               | —              | n.o.             | n.o.             |
| 1972  | —                | —                | 1/8 de finale            | H. Solomon               | 1er tour (1/64) | J. Hřebec     | 2e tour (1/32)  | R. Lutz        | n.o.             | n.o.             |
| 1973  | —                | —                | 3e tour (1/16)           | P. Gerken                | —               | —             | 1er tour (1/64) | J-B. Chanfreau | n.o.             | n.o.             |
| 1974  | —                | —                | 3e tour (1/16)           | M. Orantes               | 3e tour (1/16)  | E. Van Dillen | 1/8 de finale   | A. Ashe        | n.o.             | n.o.             |
| 1975  | —                | —                | Finale                   | B. Borg                  | 1/4 de finale   | R. Tanner     | 1/2 finale      | M. Orantes     | n.o.             | n.o.             |
| 1976  | —                | —                | 1/4 de finale            | H. Solomon               | 1/4 de finale   | B. Borg       | 1/2 finale      | J. Connors     | n.o.             | n.o.             |
| 1977  | Finale           | R. Tanner        | Victoire                 | B. Gottfried             | 3e tour (1/16)  | B. Martin     | Victoire        | J. Connors     | —                | —                |
| 1978  | n.o.             | n.o.             | Finale                   | B. Borg                  | 3e tour (1/16)  | T. Okker      | 1/8 de finale   | B. Walts       | Victoire         | J. Marks         |
| 1979  | n.o.             | n.o.             | 1/4 de finale            | V. Pecci                 | 2e tour (1/32)  | T. Wilkison   | 1/8 de finale   | E. Dibbs       | Victoire         | J. Sadri         |
| 1980  | n.o.             | n.o.             | 1/4 de finale            | H. Solomon               | —               | —             | 1/8 de finale   | W. Fibak       | 1/2 finale       | K. Warwick       |
| 1981  | n.o.             | n.o.             | 1/8 de finale            | Y. Noah                  | 1er tour (1/64) | Edmondson     | 1/8 de finale   | R. Tanner      | 1/8 de finale    | H. Pfister       |
| 1982  | n.o.             | n.o.             | Finale                   | M. Wilander              | —               | —             | 1/2 finale      | J. Connors     | —                | —                |
| 1983  | n.o.             | n.o.             | 1/4 de finale            | J. Higueras              | 1er tour (1/64) | N. Odizor     | 3e tour (1/16)  | G. Holmes      | —                | —                |
| 1984  | n.o.             | n.o.             | 1er tour (1/64)          | H. Günthardt             | —               | —             | 3e tour (1/16)  | G. Mayer       | —                | —                |
| 1985  | n.o.             | n.o.             | 2e tour (1/32)           | A. Krickstein            | —               | —             | 2e tour (1/32)  | T. Šmíd        | —                | —                |
| 1986  | n.o.             | n.o.             | 1/4 de finale            | J. Kriek                 | 1er tour (1/64) | P. Cash       | 1er tour (1/64) | P. McNamee     | n.o.             | n.o.             |
| 1987  | —                | —                | 2e tour (1/32)           | M. Šrejber               | —               | —             | —               | —              | n.o.             | n.o.             |
| 1988  | —                | —                | 2e tour (1/32)           | Bengoechea               | —               | —             | —               | —              | n.o.             | n.o.             |
| 1989  | —                | —                | 1er tour (1/64)          | Pistolesi                | —               | —             | —               | —              | n.o.             | n.o.             |

N.B. : à droite du résultat se trouve le nom de l'ultime adversaire.

#### Victoires: 4
| A.   | Date                  | Nom et lieu du tournoi           | Surf.        | Finaliste       | Score              |
| ---- | --------------------- | -------------------------------- | ------------ | --------------- | ------------------ |
| 1977 | 23 mai-5 juin         | Internationaux de France (Paris) | Terre battue | Brian Gottfried | 6-0, 6-3, 6-0      |
| 1977 | 31 août-15 septembre  | US Open (New York)               | Terre battue | Jimmy Connors   | 2-6, 6-3, 7-6, 6-0 |
| 1978 | 26 décembre-3 janvier | Open d'Australie (Melbourne)     | Gazon        | John Marks      | 6-4, 6-4, 3-6, 6-3 |
| 1979 | 24 décembre-2 janvier | Open d'Australie (Melbourne)     | Gazon        | John Sadri      | 7-6, 6-3, 6-2      |

#### Finales: 4
| A.   | Date           | Nom et lieu du tournoi           | Surf.        | Vainqueur     | Score              |
| ---- | -------------- | -------------------------------- | ------------ | ------------- | ------------------ |
| 1975 | 2-15 juin      | Internationaux de France (Paris) | Terre battue | Björn Borg    | 6-2, 6-3, 6-4      |
| 1977 | 3-9 janvier    | Open d'Australie (Melbourne)     | Gazon        | Roscoe Tanner | 6-3, 6-3, 6-3      |
| 1978 | 29 mai-11 juin | Internationaux de France (Paris) | Terre battue | Björn Borg    | 6-1, 6-1, 6-3      |
| 1982 | 24 mai-6 juin  | Internationaux de France (Paris) | Terre battue | Mats Wilander | 1-6, 7-6, 6-0, 6-4 |

### En double
| Année | Open d'Australie                                                            | Open d'Australie | Internationaux de France                                                       | Internationaux de France                                                       | Wimbledon                                                                         | Wimbledon                                                                     | US Open | US Open | Open d'Australie | Open d'Australie |
| ----- | --------------------------------------------------------------------------- | ---------------- | ------------------------------------------------------------------------------ | ------------------------------------------------------------------------------ | --------------------------------------------------------------------------------- | ----------------------------------------------------------------------------- | ------- | ------- | ---------------- | ---------------- |
| 1972  | —                                                                           | —                | 2e tour (1/16) R. Cano \|\| style="text-align:left;" \| A. Gimeno A. Muñoz     | 1er tour (1/32) R. Cano \|\| style="text-align:left;" \| De Mendoza Weatherley | —                                                                                 | —                                                                             | n.o.    | n.o.    |                  |                  |
| 1973  | —                                                                           | —                | 2e tour (1/16) R. Cano \|\| style="text-align:left;" \| C. Drysdale R. Taylor  | —                                                                              | —                                                                                 | —                                                                             | —       | n.o.    | n.o.             |                  |
| 1974  | —                                                                           | —                | 1/4 de finale T. Vázquez \|\| style="text-align:left;" \| B. Borg A. Metreveli | 1er tour (1/32) T. Vázquez \|\| style="text-align:left;" \| R. Maud R. Taylor  | 1er tour (1/32) M. Orantes \|\| style="text-align:left;" \| S. Krulevitz J. Singh | n.o.                                                                          | n.o.    |         |                  |                  |
| 1975  | —                                                                           | —                | 1/2 finale B. Borg \|\| style="text-align:left;" \| B. Gottfried R. Ramírez    | 2e tour (1/16) B. Borg \|\| style="text-align:left;" \| J. Austin C. Owens     | 1/4 de finale I. Țiriac \|\| style="text-align:left;" \| F. McNair S. Stewart     | n.o.                                                                          | n.o.    |         |                  |                  |
| 1976  | —                                                                           | —                | —                                                                              | —                                                                              | 1/8 de finale B. Borg \|\| style="text-align:left;" \| R. Case G. Masters         | 1/8 de finale I. Țiriac \|\| style="text-align:left;" \| Dowdeswell C. Kachel | n.o.    | n.o.    |                  |                  |
| 1977  | 1/8 de finale I. Țiriac \|\| style="text-align:left;" \| R. Case G. Masters | —                | —                                                                              | —                                                                              | —                                                                                 | —                                                                             | —       | —       | —                |                  |

N.B. : le nom du ou de la partenaire se trouve sous le résultat ; les noms des ultimes adversaires se trouvent à droite.

## Parcours aux Masters
| Masters Cup | Masters Cup                                             | Masters Cup     |
| Année       | Résultat                                                | Adversaire      |
| ----------- | ------------------------------------------------------- | --------------- |
| 1974        | Victoire                                                | Ilie Năstase    |
| 1975        | 1/2 finale \|\| style="text-align:left" \| Ilie Năstase |                 |
| 1976        | 1/2 finale \|\| style="text-align:left" \| Wojtek Fibak |                 |
| 1977        | 1/2 finale \|\| style="text-align:left" \| Björn Borg   |                 |
| 1978        | Forfait                                                 | Échec           |
| 1979        | Élimination en poule                                    | Harold Solomon  |
| 1980        | Élimination en poule                                    | Harold Solomon  |
| 1981        | Élimination en poule                                    | José Luis Clerc |
| 1982        | 1/2 finale \|\| style="text-align:left" \| John McEnroe |                 |

## Détail des performances en Grand Chelem et au Masters
| Tournoi                  | 1970 | 1971 | 1972 | 1973 | 1974 | 1975 | 1976 | 1977 | 1978 | 1979 | 1980 | 1981 | 1982 | 1983 | 1984 | 1985 | 1986 | 1987 | 1988 | 1989 | Carrière | V-D   |
| ------------------------ | ---- | ---- | ---- | ---- | ---- | ---- | ---- | ---- | ---- | ---- | ---- | ---- | ---- | ---- | ---- | ---- | ---- | ---- | ---- | ---- | -------- | ----- |
| Open d'Australie         | -    | -    | -    | -    | -    | -    | -    | F    | V    | V    | DF   | 3T   | -    | -    | -    | -    | -    | -    | -    | -    | 2        | 23-3  |
| Internationaux de France | -    | -    | 4T   | 3T   | 3T   | F    | QF   | V    | F    | QF   | QF   | 4T   | F    | QF   | 1T   | 2T   | QF   | 2T   | 2T   | 1T   | 1        | 58-17 |
| Wimbledon                | 1T   | -    | 1T   | -    | 3T   | QF   | QF   | 3T   | 3T   | 2T   | -    | 1T   | -    | 1T   | -    | -    | 1T   | -    | -    | -    | 0        | 15-11 |
| US Open                  | -    | -    | 2T   | 1T   | 4T   | DF   | DF   | V    | 4T   | 4T   | 4T   | 4T   | DF   | 3T   | 3T   | 2T   | 1T   | -    | -    | -    | 1        | 43-14 |
| Masters                  | -    | -    | -    | -    | V    | DF   | DF   | DF   | -    | 1T   | 1T   | 1T   | DF   | -    | -    | -    | -    | -    | -    | -    | 1        | 16-11 |

## Palmarès

### Titres en simple (1972-1983): 72
- (Voir Records de titres au tennis pour les joueurs les plus titrés de l'histoire)

#### Titres en simple ATP: 62
|    | Année | Date              | Nom et lieu du tournoi                                 | Surface             | Finaliste                 | Score               |
| -- | ----- | ----------------- | ------------------------------------------------------ | ------------------- | ------------------------- | ------------------- |
| 1  | 1973  | 19-25 novembre    | Buenos Aires South American Open (Argentine)           | Terre battue        | Björn Borg                | 3-6 6-7 6-4 6-6 ab. |
| 2  | 1974  | 8-14 juillet      | Gstaad Swiss Open (Suisse)                             | Terre battue        | Manuel Orantes            | 6-1 6-2             |
| 3  | 1974  | 15-21 juillet     | Hilversum Dutch Open (Pays-Bas)                        | Terre battue        | Barry Phillips-Moore      | 6-4 6-2 1-6 6-3     |
| 4  | 1974  | 29 juillet-4 août | Louisville First National Classic (États-Unis)         | Terre battue        | Jaime Fillol              | 6-4 7-5             |
| 5  | 1974  | 12-18 août        | Toronto Canadian Open (Canada)                         | Terre battue        | Manuel Orantes            | 6-4 6-2 6-3         |
| 6  | 1974  | 21-27 octobre     | Téhéran Aryamehr Cup (Iran)                            | Terre battue        | Raúl Ramírez              | 6-0 6-3 6-1         |
| 7  | 1974  | 18-24 novembre    | Buenos Aires South American Open (Argentine)           | Terre battue        | Manuel Orantes            | 6-3 0-6 7-5 6-2     |
| 8  | 1974  | 10-15 déc.        | Melbourne Masters (Australie)                          | Gazon               | Ilie Năstase              | 7-6 6-2 3-6 3-6 6-4 |
| 9  | 1975  | 7-11 mai          | Munich Romika Cup (Allemagne)                          | Terre battue        | Karl Meiler               | 2-6 6-0 6-2 6-1     |
| 10 | 1975  | 15-20 juillet     | Hilversum Dutch Open (Pays-Bas)                        | Terre battue        | Željko Franulović         | 6-4 6-7 6-2 6-3     |
| 11 | 1975  | 21-28 juillet     | Washington Star International (États-Unis)             | Terre battue        | Harold Solomon            | 6-1 6-3             |
| 12 | 1975  | 28 juillet-4 août | Louisville First National Classic (États-Unis)         | Terre battue        | Ilie Năstase              | 6-4 6-3             |
| 13 | 1975  | 10-15 novembre    | Buenos Aires South American Open (Argentine)           | Terre battue        | Adriano Panatta           | 6-1 6-4 6-4         |
| 14 | 1976  | 17-22 février     | Saint-Louis/WCT Missouri Classic (États-Unis)          | Moquette (int.)     | Vijay Amritraj            | 4-6 6-0 6-4         |
| 15 | 1976  | 24-29 février     | Fort Worth/WCT Robintech (États-Unis)                  | Dur                 | Phil Dent                 | 6-7 6-1 6-1         |
| 16 | 1976  | 12-18 avril       | Monte-Carlo/WCT Marlboro Classic (Monaco)              | Terre battue        | Wojtek Fibak              | 6-1 6-1 6-4         |
| 17 | 1976  | 16-23 août        | Toronto Canadian Open (Canada)                         | Terre battue        | Wojtek Fibak              | 6-4 7-6 6-2         |
| 18 | 1976  | 15-21 novembre    | São Paulo Itaú Grand Prix (Brésil)                     | Moquette (int.)     | José Higueras             | 6-3 6-0             |
| 19 | 1976  | 22-28 novembre    | Buenos Aires South American Open (Argentine)           | Terre battue        | Jaime Fillol              | 6-2 6-2 6-3         |
| 20 | 1977  | 7-13 février      | Springfield International (États-Unis)                 | Moquette (int.)     | Stan Smith                | 3-6 6-0 6-3 6-2     |
| 21 | 1977  | 14-17 avril       | Buenos Aires River Plate Open (Argentine)              | Terre battue        | Wojtek Fibak              | 6-4 6-3 6-0         |
| 22 | 1977  | 19-23 avril       | Virginia Beach Classic (États-Unis)                    | Terre battue        | Ilie Năstase              | 6-2 4-6 6-2         |
| 23 | 1977  | 23 mai-5 juin     | Paris Internationaux de France (France)                | Terre battue        | Brian Gottfried           | 6-0 6-3 6-0         |
| 24 | 1977  | 11-17 juillet     | Kitzbühel Head Cup (Autriche)                          | Terre battue        | Jan Kodeš                 | 5-7 6-2 4-6 6-3 6-2 |
| 25 | 1977  | 18-25 juillet     | Washington Star International (États-Unis)             | Terre battue        | Brian Gottfried           | 6-4 7-5             |
| 26 | 1977  | 25-30 juillet     | Louisville First National Classic (États-Unis)         | Terre battue        | Eddie Dibbs               | 1-6 6-0 6-1         |
| 27 | 1977  | 31 juillet-7 août | South Orange Mutual Benefit Life Open (États-Unis)     | Terre battue        | Roscoe Tanner             | 6-4 6-2             |
| 28 | 1977  | 8-15 août         | Columbus Wendy's Tennis Classic (États-Unis)           | Terre battue        | Brian Gottfried           | 6-2 6-1             |
| 29 | 1977  | 31 août-11 sep.   | New York US Open (États-Unis)                          | Terre battue        | Jimmy Connors             | 2-6 6-3 7-6 6-0     |
| 30 | 1977  | 19-26 sep.        | Paris Coupe Porée (France)                             | Terre battue        | Christophe Roger-Vasselin | 6-2 6-1 7-6         |
| 31 | 1977  | 3-9 octobre       | Téhéran Aryamehr Cup (Iran)                            | Terre battue        | Eddie Dibbs               | 6-2 6-4 1-6 6-1     |
| 32 | 1977  | 7-13 novembre     | Bogota Orient Cup (Colombie)                           | Terre battue (int.) | José Higueras             | 6-1 6-2 6-3         |
| 33 | 1977  | 14-20 novembre    | Santiago Chilean Open (Chili)                          | Terre battue        | Jaime Fillol              | 6-0 2-6 6-4         |
| 34 | 1977  | 21-27 novembre    | Buenos Aires South American Open (Argentine)           | Terre battue        | Jaime Fillol              | 6-2 7-5 3-6 6-3     |
| 35 | 1977  | 28 nov-6 déc.     | Johannesburg South African Open (Afrique du Sud)       | Dur                 | Buster C Mottram          | 7-6 6-3 6-4         |
| 36 | 1978  | 15-21 mai         | Hambourg German Open (Allemagne)                       | Terre battue        | Wojtek Fibak              | 6-2 6-4 6-2         |
| 37 | 1978  | 23-28 mai         | Munich Romika Cup (Allemagne)                          | Terre battue        | Buster C Mottram          | 6-1 6-3 6-3         |
| 38 | 1978  | 10-16 juillet     | Gstaad Swiss Open (Suisse)                             | Terre battue        | José Luis Clerc           | 6-3 7-6 6-4         |
| 39 | 1978  | 30 juillet-6 août | South Orange Mutual Benefit Life Open (États-Unis)     | Terre battue        | José Luis Clerc           | 6-1 6-3             |
| 40 | 1978  | 25 sep-1er oct.   | Aix-en-Provence La Racquette d'Or Fischer (France)     | Terre battue        | José Luis Clerc           | 6-3 6-0 6-3         |
| 41 | 1978  | 24-29 octobre     | Bâle Swiss Indoor Championships (Suisse)               | Dur (int.)          | John McEnroe              | 6-3 5-7 7-5 6-4     |
| 42 | 1979  | 26 déc-3 jan.     | Melbourne Open d'Australie (Australie)                 | Gazon               | John Marks                | 6-4 6-4 3-6 6-3     |
| 43 | 1979  | 3-7 janvier       | Hobart Tasmanian Open (Tasmanie)                       | Dur                 | Mark Edmondson            | 6-4 6-4             |
| 44 | 1979  | 14-22 juillet     | Washington Star International (États-Unis)             | Terre battue        | Víctor Pecci              | 7-6 6-6 ab.         |
| 45 | 1979  | 19-25 novembre    | Buenos Aires South American Open (Argentine)           | Terre battue        | José Luis Clerc           | 6-1 6-2 6-1         |
| 46 | 1980  | 24 déc-2 jan.     | Melbourne Open d'Australie (Australie)                 | Gazon               | John Sadri                | 7-6 6-3 6-2         |
| 47 | 1980  | 19-25 mai         | Rome Italian Open (Italie)                             | Terre battue        | Yannick Noah              | 6-0 6-4 6-4         |
| 48 | 1980  | 21-27 juillet     | Kitzbühel Head Cup (Autriche)                          | Terre battue        | Ivan Lendl                | 6-3 6-2 6-2         |
| 49 | 1980  | 8-14 septembre    | Palerme Sicilian Open (Italie)                         | Terre battue        | Paul McNamee              | 6-4 6-0 6-0         |
| 50 | 1981  | 2-8 février       | Mar del Plata Austral Airlines Grand Prix (Argentine)  | Terre battue        | Víctor Pecci              | 2-6 6-3 2-1 ab.     |
| 51 | 1981  | 9-15 mars         | Le Caire Egyptian Open (Égypte)                        | Terre battue        | Peter Elter               | 6-2 6-3             |
| 52 | 1981  | 6-12 avril        | Houston/WCT River Oaks (États-Unis)                    | Terre battue        | Sammy Giammalva Jr        | 6-2 6-4             |
| 53 | 1982  | 1-7 février       | Buenos Aires La Serenidad Grand Prix (Argentine)       | Terre battue        | Alejandro Ganzábal        | 6-2 6-4             |
| 54 | 1982  | 15-21 mars        | Rotterdam ABN World Tennis Tournament (Pays-Bas)       | Moquette (int.)     | Jimmy Connors             | 0-6 6-2 6-4         |
| 55 | 1982  | 22-28 mars        | Milan Cuore Cup (Italie)                               | Moquette (int.)     | Jimmy Connors             | 6-3 6-3             |
| 56 | 1982  | 5-11 avril        | Monte-Carlo Volvo Open (Monaco)                        | Terre battue        | Ivan Lendl                | 6-1 7-6 6-3         |
| 57 | 1982  | 26 avril-2 mai    | Madrid Gillette Grand Prix (Espagne)                   | Terre battue        | Ivan Lendl                | 6-7 4-6 6-0 6-3 6-3 |
| 58 | 1982  | 12-19 juillet     | Boston US Pro Championships (États-Unis)               | Terre battue        | Mel Purcell               | 6-4 6-0             |
| 59 | 1982  | 19-25 juillet     | Kitzbühel Head Cup (Autriche)                          | Terre battue        | Marcos Hocevar            | 7-6 6-1             |
| 60 | 1983  | 7-13 février      | Richmond/WCT United Virginia Bank Classic (États-Unis) | Moquette (int.)     | Steve Denton              | 6-3 7-5 6-4         |
| 61 | 1983  | 21-28 février     | Delray Beach/WCT Gold Coast Cup (États-Unis)           | Terre battue        | Pavel Složil              | 6-1 6-4 6-0         |
| 62 | 1983  | 18-24 juillet     | Kitzbühel Head Cup (Autriche)                          | Terre battue        | Henri Leconte             | 7-5 4-6 6-4         |

#### Titres non recensés par l'ATP: 10
- (Tournoi de 8-Joueurs ou plus, *Tournoi sur invitation à 4-Joueurs)

|    | Année | Date          | Nom et lieu du tournoi                              | Surface      | Finaliste       | Score           |
| -- | ----- | ------------- | --------------------------------------------------- | ------------ | --------------- | --------------- |
| 1  | 1972  | 6-12 mars     | Buenos Aires River Plate Championships (Argentine)  | Terre battue | Héctor Romani   | 6-2 6-4 6-2     |
| 2  | 1974  | 4-10 mars     | Buenos Aires River Plate Championships (Argentine)  | Terre battue | Julián Ganzábal | 7-6 4-6 6-3 6-3 |
| 3  | 1975  | 14-20 avril   | Buenos Aires River Plate Championships (Argentine)  | Terre battue | Clark Graebner  | 6-2 6-1 6-4     |
| 4  | 1977  | 13-16 janvier | La Paz Bolivian International (Bolivie)             | Terre battue | Adriano Panatta | 6-8 6-3 6-1     |
| 5  | 1977  | 26-30 août    | Harrison Rye Brook (États-Unis)                     | Terre battue | Ilie Năstase    | 6-2 6-0         |
| 6  | 1977  | 21-22 octobre | Buenos Aires The Obras 77 Round Robin (Argentine)   | Moquette     | Ilie Năstase    | 2-6 7-6 6-3     |
| 7  | 1977  | 28-30 octobre | *Caracas The Super Tennis 77 Tournament (Venezuela) | Terre battue | Ilie Năstase    | 6-2 6-2         |
| 8  | 1978  | 18-22 octobre | Rotterdam World Star Pro Tennis (Pays-Bas)          | Moquette     | Tim Gullikson   | 7-5 6-4         |
| 9  | 1979  | 25-26 juillet | *Aix-en-Provence Invitational (France)              | Dur          | Ilie Năstase    | 6-4 6-4         |
| 10 | 1982  | 23-29 août    | New York Somers Head Cup (États-Unis)               | Dur          | Eliot Teltscher | 7-5 6-3         |

### Finales perdues en simple: 50

#### Finales perdues ATP: 40
|    | Année | Date              | Nom et lieu du tournoi                                    | Surface         | Vainqueur        | Score               |
| -- | ----- | ----------------- | --------------------------------------------------------- | --------------- | ---------------- | ------------------- |
| 1  | 1972  | 31 juillet-8 août | Cincinnati Western & Southern Championships (États-Unis)  | Terre battue    | Jimmy Connors    | 6-3 6-3             |
| 2  | 1972  | 25 nov-1er déc.   | Buenos Aires South American Open (Argentine)              | Terre battue    | Karl Meiler      | 6-7 2-6 6-4 6-4 6-4 |
| 3  | 1974  | 23-29 juillet     | Washington Star International (États-Unis)                | Terre battue    | Harold Solomon   | 1-6 6-3 6-4         |
| 4  | 1975  | 2-15 juin         | Paris Internationaux de France (France)                   | Terre battue    | Björn Borg       | 6-2 6-3 6-4         |
| 5  | 1975  | 19-25 août        | Boston US Pro Championships (États-Unis)                  | Terre battue    | Björn Borg       | 6-3 6-4 6-2         |
| 6  | 1975  | 22-28 sep         | San Francisco Fireman's Fund International (États-Unis)   | Moquette (int.) | Arthur Ashe      | 6-0 7-6             |
| 7  | 1976  | 30 mars-4 avril   | São Paulo/WCT Copersucar (Brésil)                         | Moquette (int.) | Björn Borg       | 7-6 6-2             |
| 8  | 1976  | 4-9 mai           | Dallas Finales WCT (États-Unis)                           | Moquette (int.) | Björn Borg       | 1-6 6-1 7-5 6-1     |
| 9  | 1976  | 23-30 mai         | Rome Italian Open (Italie)                                | Terre battue    | Adriano Panatta  | 2-6 7-6 6-2 7-6     |
| 10 | 1977  | 3-9 janvier       | Melbourne Open d'Australie (Australie)                    | Gazon           | Roscoe Tanner    | 6-3 6-3 6-3         |
| 11 | 1977  | 17-23 janvier     | Baltimore International (États-Unis)                      | Moquette (int.) | Brian Gottfried  | 6-3 7-6             |
| 12 | 1977  | 21-27 février     | Palm Springs American Airlines Games (États-Unis)         | Dur             | Brian Gottfried  | 2-6 6-1 6-3         |
| 13 | 1977  | 28 mars-3 avril   | Nice International (France)                               | Terre battue    | Björn Borg       | 6-4 1-6 6-2 6-0     |
| 14 | 1977  | 26 sep-2 oct.     | Aix-en-Provence La Racquette d'Or Fischer (France)        | Terre battue    | Ilie Năstase     | 6-1 7-5 ab.         |
| 15 | 1978  | 29 mai-11 juin    | Paris Internationaux de France (France)                   | Terre battue    | Björn Borg       | 6-1 6-1 6-3         |
| 16 | 1979  | 29 jan-4 fév.     | Richmond/WCT United Virginia Bank Classic (États-Unis)    | Moquette (int.) | Björn Borg       | 6-3 6-1             |
| 17 | 1979  | 26 mars-1eravril  | Stuttgart Indoor Porsche Grand Prix (Allemagne)           | Dur (int.)      | Wojtek Fibak     | 6-2 6-2 3-6 6-3     |
| 18 | 1979  | 21-27 mai         | Rome Italian Open (Italie)                                | Terre battue    | Vitas Gerulaitis | 6-7 7-6 6-7 6-4 6-2 |
| 19 | 1979  | 6-12 août         | Indianapolis U.S. Clay Court Championships (États-Unis)   | Terre battue    | Jimmy Connors    | 6-1 2-6 6-4         |
| 20 | 1979  | 15-21 octobre     | Sydney Indoor Australian Indoor Championships (Australie) | Dur (int.)      | Vitas Gerulaitis | 4-6 6-3 6-1 7-6     |
| 21 | 1980  | 31 mars-6 avril   | Monte-Carlo Volvo Open (Monaco)                           | Terre battue    | Björn Borg       | 6-1 6-0 6-2         |
| 22 | 1980  | 12-18 mai         | Hambourg German Open (Allemagne)                          | Terre battue    | Harold Solomon   | 6-7 6-2 6-4 2-6 6-3 |
| 23 | 1980  | 29 sep-5 oct.     | Madrid Gillette Grand Prix (Espagne)                      | Terre battue    | José Luis Clerc  | 6-3 1-6 1-6 6-4 6-2 |
| 24 | 1980  | 6-12 octobre      | Barcelone Spanish Open (Espagne)                          | Terre battue    | Ivan Lendl       | 6-4 5-7 6-4 4-6 6-1 |
| 25 | 1981  | 14-15 février     | Boca Raton Pepsi Grand Slam (États-Unis)                  | Terre battue    | John McEnroe     | 6-7 6-4 6-0         |
| 26 | 1981  | 13-19 juillet     | Kitzbühel Head Cup (Autriche)                             | Terre battue    | John Fitzgerald  | 6-3 3-6 7-5         |
| 27 | 1981  | 20-26 juillet     | Washington Star International (États-Unis)                | Terre battue    | José Luis Clerc  | 7-5 6-2             |
| 28 | 1981  | 27 juil-3 août    | North Conway Volvo International (États-Unis)             | Terre battue    | José Luis Clerc  | 6-3 6-2             |
| 29 | 1981  | 5-11 octobre      | Barcelone Spanish Open (Espagne)                          | Terre battue    | Ivan Lendl       | 6-0 6-3 6-0         |
| 30 | 1981  | 16-22 nov.        | Buenos Aires South American Open (Argentine)              | Terre battue    | Ivan Lendl       | 6-1 6-2             |
| 31 | 1982  | 24 mai-6 juin     | Paris Internationaux de France (France)                   | Terre battue    | Mats Wilander    | 1-6 7-6 6-0 6-4     |
| 32 | 1982  | 5-11 juillet      | Gstaad Swiss Open (Suisse)                                | Terre battue    | José Luis Clerc  | 6-1 6-3 6-2         |
| 33 | 1982  | 4-10 octobre      | Barcelone Spanish Open (Espagne)                          | Terre battue    | Mats Wilander    | 6-3 6-4 6-3         |
| 34 | 1982  | 2-7 novembre      | Baltimore/WCT Invitational (États-Unis)                   | Moquette (int.) | Paul McNamee     | 4-6 7-5 7-5 2-6 6-3 |
| 35 | 1982  | 23-28 novembre    | Johannesburg South African Open (Afrique du Sud)          | Dur             | Vitas Gerulaitis | 7-6 6-2 4-6 7-6     |
| 36 | 1983  | 27-30 janvier     | Detroit/WCT Winter Finals (États-Unis)                    | Moquette (int.) | Ivan Lendl       | 7-5 6-2 2-6 6-4     |
| 37 | 1983  | 14-20 mars        | Rotterdam ABN World Tennis Tournament (Pays-Bas)          | Dur (int.)      | Gene Mayer       | 6-1 7-6             |
| 38 | 1983  | 12-17 avril       | Hilton Head/WCT Spring Finals (États-Unis)                | Terre battue    | Ivan Lendl       | 6-2 6-1 6-0         |
| 39 | 1983  | 3-9 août          | Barcelone Spanish Open (Espagne)                          | Terre battue    | Mats Wilander    | 6-0 6-3 6-1         |
| 40 | 1986  | 5-11 mai          | Forest Hills/WCT Tournament of Champions (États-Unis)     | Terre battue    | Yannick Noah     | 7-6 6-0             |

#### Finales perdues non recensées par l'ATP: 10
|    | Année | Date          | Nom et lieu du tournoi                                         | Surface      | Vainqueur     | Score       |
| -- | ----- | ------------- | -------------------------------------------------------------- | ------------ | ------------- | ----------- |
| 1  | 1972  | 1-6 mai       | Sutton London District Hard Court Championship (Angleterre)    | Dur          | Pat Cramer    | 6-3 7-6     |
| 2  | 1976  | 28-30 octobre | Buenos Aires The Obras 76 Round Robin Championship (Argentine) | Moquette     | Ilie Năstase  | 7-5 7-6     |
| 3  | 1978  | 14-15 août    | Menton South of France Invitational (France)                   | Terre battue | Björn Borg    | 6-4 6-3     |
| 4  | 1978  | 16-17 août    | Fréjus Trophée des Arènes (France)                             | Terre battue | Björn Borg    | 7-6 7-5     |
| 5  | 1979  | 15-16 sep.    | Rio de Janeiro Brazil Invitational (Brésil)                    | Terre battue | Jimmy Connors | 6-3 6-4 6-3 |
| 6  | 1979  | 28-30 sep.    | Asuncion Boqueron International (Paraguay)                     | Terre battue | Jimmy Connors | 7-5 6-3     |
| 7  | 1979  | 11-14 octobre | Perth Super Challenge Tennis Tournament (Australie)            | Moquette     | John McEnroe  | 6-2 6-4     |
| 8  | 1982  | 23-25 avril   | Tokyo Suntory Cup (Japon)                                      | Moquette     | Björn Borg    | 6-1 6-2     |
| 9  | 1984  | 16-19 février | Sydney Akai Gold Challenge (Australie)                         | Moquette     | John McEnroe  | 6-3 6-3 6-3 |
| 10 | 1985  | 1-6 janvier   | Las Vegas AT&T Challenge of Champions (États-Unis)             | Moquette     | John McEnroe  | 7-5 6-0     |

### Finales en simple non terminées ou annulées: 2
- (ces 2 finales ne sont pas recensées par le site Web de l'ATP mais figurent dans le guide de l'ATP)

|   | Année | Date        | Nom et lieu du tournoi                     | Surface      | Adversaire    | Score |
| - | ----- | ----------- | ------------------------------------------ | ------------ | ------------- | ----- |
| 1 | 1977  | 8-13 mars   | Johannesburg Peugeot Open (Afrique du Sud) | Dur          | Björn Borg    | -     |
| 2 | 1981  | 13-20 avril | Monte-Carlo Volvo Open (Monaco)            | Terre battue | Jimmy Connors | 5-5   |

- 1. Finale annulée pour cause de forte pluie.
- 2. Finale arrêtée à 5-5 et non reprise à cause du mauvais temps.

### Titres en double (16)
- 1973 : Buenos Aires (avec Ricardo Cano)
- 1974 : Hilversum (avec Tito Vázquez), Toronto (avec Manuel Orantes), Téhéran (avec Manuel Orantes), Buenos Aires (avec Manuel Orantes)
- 1975 : Hilversum (avec Wojtek Fibak), Louisville (avec Wojtek Fibak), Barcelone (avec Björn Borg)
- 1977 : Baltimore (avec Ion Țiriac), Nice (avec Ion Țiriac), Téhéran (avec Ion Țiriac), Buenos Aires (avec Ion Țiriac)
- 1978 : Munich (avec Ion Țiriac), Aix-en-Provence (avec Ion Țiriac)
- 1979 : San José (avec Ion Țiriac), North Conway (avec Ion Țiriac)

### Finales en double (10)
- 1974 : Barcelone (avec Manuel Orantes)
- 1976 : Monte-Carlo WCT (avec Björn Borg)
- 1977 : Springfield (avec Ion Țiriac), Buenos Aires (avec Lito Álvarez), South Orange (avec Ion Țiriac)
- 1978 : South Orange (avec Ion Țiriac), Paris Indoor (avec Ion Țiriac)
- 1979 : Hobart (avec Ion Țiriac), Richmond WCT (avec Ion Țiriac), Gstaad (avec Ion Țiriac)

## Records et performances

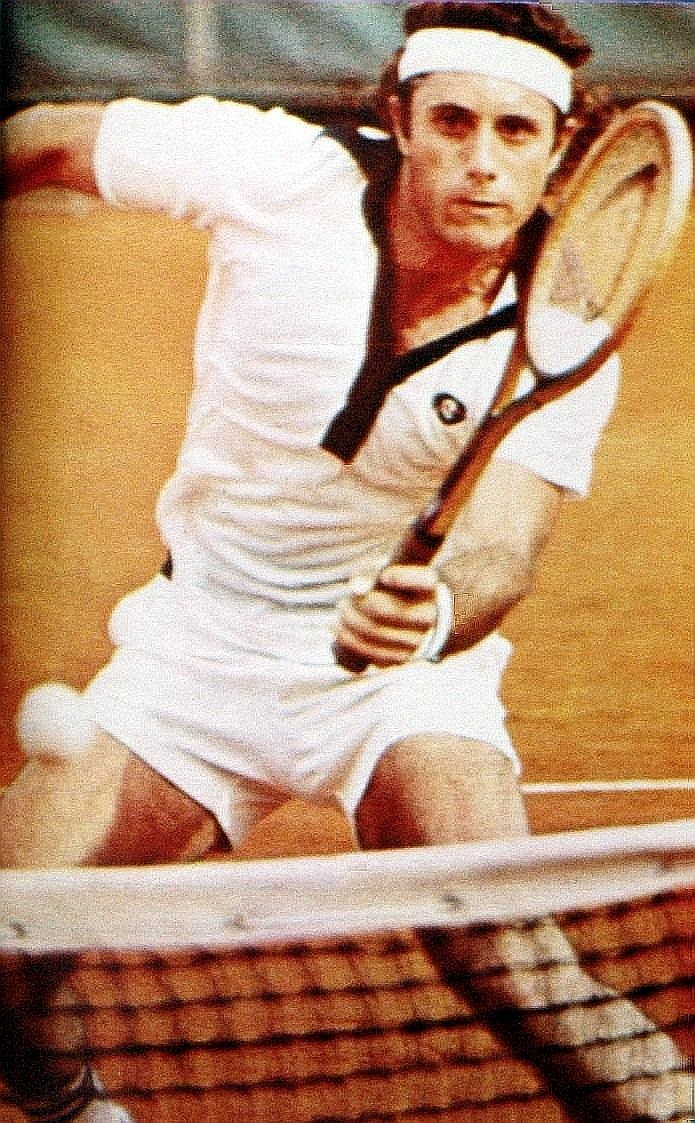
Guillermo Vilas en 1977 sur terre battue.

- Record du nombre de matchs remportés consécutivement toutes surfaces confondues (46) (uniquement sur terre battue) en 1977.
- Record du nombre de matchs remportés sur une année (134) en 1977.
- Record du nombre de titres remportés dans un tournoi ATP 250 (8, au tournoi de Buenos Aires).
- Codétenteur du record de doublés de finales consécutifs Open d'Australie / Internationaux de France (2) en 1977 et 1978.

En finale du tournoi d'Aix-en-Provence, au bout de deux sets, Guillermo Vilas épuisé proteste et abandonne contre Ilie Năstase qui venait d'adopter la nouvelle raquette dite à "double cordage" ou "spaghetti". Celle-ci donnait des effets imprévisibles à la balle et fatiguait considérablement l'adversaire. Dans ce tournoi, deux autres joueurs avaient abandonné pour la même raison. Elle fut interdite le mois suivant mais cette défaite mit un terme à nombre de ses séries en cours. 
Avant le tournoi d'Aix en Provence Guillermo Vilas menait 4 victoires à 3 face à Ilie Năstase, 2 à 1 sur terre battue, 4 à 3 sur toutes les rencontres et 1 à 0 pour l'année 1977 (sans compter au moins 3 victoires hors ATP), après leur dernière rencontre en 1983 il mène 7 à 5, 4 à 2 sur terre battue (dont Aix-en-Provence).
« Je n'ai pas été battu par un joueur mais par une raquette, la fameuse raquette à multiples cordages qu'Ilie avait prise spécialement ce jour-là pour me battre. Cette raquette fut vite interdite. S'il n'y avait pas eu cette astuce d'Ilie, j'aurais pu ajouter aux cinquante-trois les six tournois sur terre que j'ai gagnés après, même les deux ou trois de l'année suivante ! » Guillermo Vilas
- Jusqu'au Masters et sa 1re vraie défaite face à Björn Borg, encore 28 victoires toutes surfaces confondues. 

(21 sur terre battue, 5 sur dur et 2 en indoor, en ajoutant une hypothétique victoire contre Nastase cela aurait pu faire un total de 75, plus que le record de 74 de Martina Navrátilová en 1984) 

- Jusqu'à Monte-Carlo et sa 1re vraie défaite sur terre battue en 1/4 face à Raúl Ramírez, encore 23 victoires sur terre battue. 

(en ajoutant une hypothétique victoire contre Nastase cela aurait pu faire un total de 77 victoires consécutives, le plaçant à 4 unités de Rafael Nadal 81 de 2005 à 2007)
Voici son parcours detaillé : 
Première colonne : Comptage des matchs remportés consécutivement sur terre battue jusqu'à 53 puis hypothétique jusqu'à (77).  

Deuxième colonne : Comptage des matchs remportés consécutivement toutes surfaces confondues jusqu'à 46 puis hypothétique jusqu'à (75). 

Dernière colonne : Comptage des tournois remportés consécutivement à côté du V.

## Classement ATP en fin de saison

### En simple
| Année | 1973 | 1974 | 1975 | 1976 | 1977 | 1978 | 1979 | 1980 | 1981 | 1982 | 1983 | 1984 | 1985 | 1986 | 1987 | 1988 | 1989 | 1990 | 1991 | 1992 |
| Rang  | 31   | 5    | 2    | 6    | 2    | 3    | 6    | 4    | 6    | 4    | 11   | 28   | 39   | 22   | 71   | 126  | 408  | 1050 | 563  | 463  |

## Distinctions
- Prix Olimpia (es) (meilleur sportif argentin) en 1974, 1975 et 1977 (premier triple lauréat)

## Activités artistiques

### Poésie
Il a publié en Argentine plusieurs recueils de poèmes, dont  et
Cosecha de cuatro (littéralement « Moisson aux quatre vents »). Ce dernier a été traduit en français par Gabriela Nelly Blondeau, Ariane Fasquelle et Olaf Souham, et édité dans la revue poétique Vagabondages (juillet-août 1980). Dans la page de présentation de Vagabondages, Guillermo Vilas écrit : « Écrire est l'un des moyens de sortir de cette complexité ».
Publications en espagnol :
- 1974 : Cientoveinticinco[13] (« 125 ») - recueil de poèmes
- 1976 : Quién soy y cómo juego - autobiographie
- 1981 : Cosecha de cuatro[14] - recueil de poèmes

### Discographie
- 1990: Milnuevenoventa (ABR)
- 1992: Dr. Silva (Del Cielito Records)
- 1998: Guillermo Vilas (GV y Asociados)